# 개금고등학교
개금고등학교(開琴高等學校)는 대한민국 부산광역시 부산진구 개금동에 있는 공립 고등학교이다.

## 학교 연혁
- 1988년 6월 5일 : 학교부지 14,235m2 선정, 공사 착공
- 1988년 12월 21일 : 개금고등학교 설립 인가
- 1989년 1월 20일 : 제1차 공사 준공(교실 10개, 관리실 5개, 부대시설 2개)
- 1989년 3월 1일 : 초대 이병수 교장 취임
- 1989년 3월 3일 : 제1회 입학식 (545명)
- 1989년 6월 5일 : 제1회 개교 기념식
- 1992년 2월 13일 : 제1회 졸업식(졸업생 531명)
- 1992년 12월 20일 : 제4차 공사 준공(교실 1개, 특별교실 2개, 창고 1동, 현 교사 완공)
- 2004년 11월 8일 : 도서관 리모델링 및 이전(양현제) 완료
- 2005년 4월 28일 : 다목적 교실 [금학관] 개관식
- 2012년 2월 17일 : 학생식당 증축 완공
- 2020년 12월 23일 : 학교공간혁신 독서환경 개선
- 2023년 2월 28일 : 2022학년도 고교학점제 학교공간조성사업(교과교실제) 완료
- 2023년 9월 1일 : 제14대 류삼형 교장 취임
- 2025년 2월 7일 : 제34회 졸업식(졸업생 143명, 누계 11,216명)
- 2025년 3월 4일 : 제37회 입학식(입학생 159명)

## 참고 자료
- 개금고등학교 - 한국교육학술정보원 학교알리미